# Oecophylla praeclara
Oecophylla praeclara är en myrart som beskrevs av W. Foerster 1891. Oecophylla praeclara ingår i släktet Oecophylla och familjen myror. Inga underarter finns listade i Catalogue of Life.